# Roy Wilkins

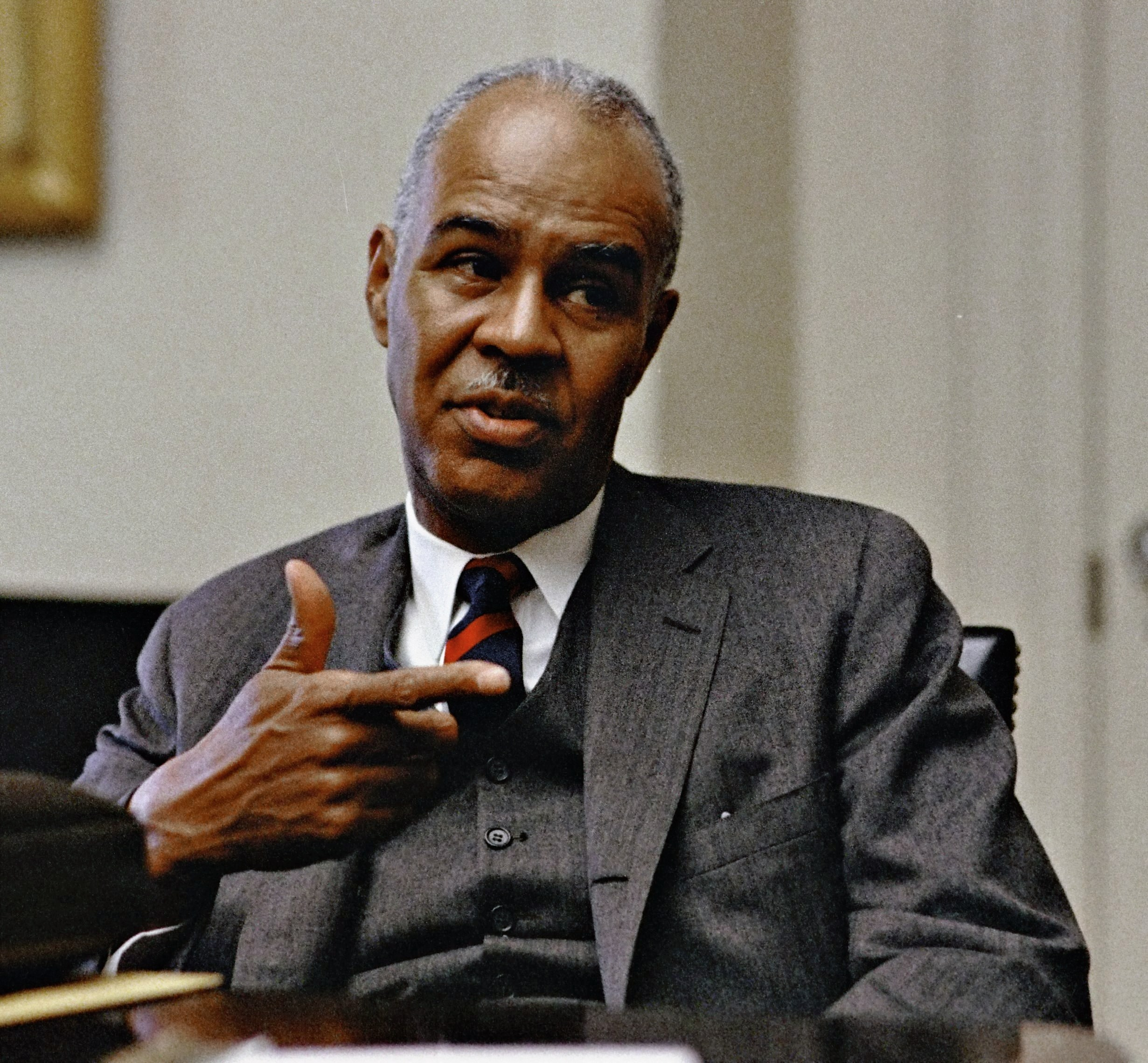
Roy Wilinks im Jahre 1968

Roy Ottoway Wilkins (geboren am 30. August 1901 in St. Louis, Missouri; gestorben am 8. September 1981 in Manhattan, New York) war ein US-amerikanischer Aktivist und Bürgerrechtler. In den Jahren 1955 bis 1977 war Anführer der schwarzen Bürgerrechtsorganisation National Association for the Advancement of Colored People (NAACP). Er ist Träger des Presidential Medal of Freedom und der Congressional Gold Medal, den beiden höchsten zivilen Auszeichnungen der Vereinigten Staaten vom Amerika.

## Leben
Wilkins wurde am 30. August 1901 in St. Louis, Missouri geboren. Seine Mutter verstarb an Tuberkulose, als er im Alter von vier Jahren war. 1923 absolvierte er sein Studium der Soziologie an der University of Minnesota. Während seines Studiums arbeitete er als Journalist bei der Studentenzeitung The Minnesota Daily und der  The Appeal.
1929 heiratete er die Sozialarbeiterin Aminda Badeau.
1950 gründete Wilkins zusammen mit dem Bürgerrechtsaktivisten Asa Philip Randolph und Arnold Aronson die Leadership Conference on Civil and Human Rights (LCCR).

## Auszeichnungen
Im Jahre 1969 verlieh ihm US-Präsident Lyndon B. Johnson die Presidential Medal of Freedom. Für seinen unvergleichlichen Beitrag zum Kampf für Bürgerrechte und Gleichheit für alle Amerikaner wurde ihm zudem 1984 die Congressional Gold Medal verliehen.

## Trivia
- 1969/70: Gil Scott-Heron erwähnt Roy Wilkins in seinem Lied The Revolution Will Not Be Televised[13]
- 1980: Roy Wilkins Renown Service Award als Preis für US-Soldaten, die sich für Bürgerrechte einsetzen[14]
- 1982: Namensgeber für den Roy Wilkins Park in Queens, New York[15]
- 1985: Umbenennung des St. Paul Auditorium in Roy Wilkins Auditorium[16]
- 1992: Gründung des Roy Wilkins Center for Human Relations and Social Justice an der University of Minnesota[17]
- 2001: Briefmarke des United States Postal Service zu Ehren Wilkins[18]
- 2002: Führen in Molefi Kete Asantes biografisches Nachschlagewerk 100 Greatest African Americans[19]
- 2016: Auftritt im Drama Der lange Weg (gespielt von Joe Morton)[20]